# Кроче Милани (Виченца)
Кроче Милани је насеље у Италији у округу Виченца, региону Венето.
Према процени из 2011. у насељу је живело 25 становника. Насеље се налази на надморској висини од 332 м.